# Lopës
Lopës je obec v okresu Gjirokastër, kraji Gjirokastër, jižní Albánii.